# Marie Suzanne N'nolo
Marie Suzanne N'nolo est députée au parlement camerounais.

## Biographie

### Activités
Marie Suzanne N'nolo est députée RDPC de Bokito à l'assemblée nationale du Cameroun. Elle est l'épouse de l'industriel camerounais James Onobiono. Ainsi, elle partage la gestion de certaines de ses activités.